# Molí de la Conqueta
El Molí de la Conqueta és una obra de Sant Feliu de Pallerols (Garrotxa) protegida com a Bé Cultural d'Interès Local.

## Descripció
Situat a l'interior d'un obrador, aquest molí fariner ha estat sempre ubicat al mateix lloc. Està format per tres molins, l'un al costat de l'altre. Antigament, a l'eix motriu hi havia unes corretges connectades que feien funcionar un garbellador situat al pis superior; després, la farina baixava a una farinera que es troba a la sala de moles. Sota aquesta sala es troba la bassa, a l'interior de l'edifici i amb forma cúbica. A l'anar baixant de nivells es van observant els collferros, els engegadors i els alçadors amb proteccions de fusta. El carcabà, amb una única sortida, està cobert totalment de tosca i s'hi troben tres rodets metàl·lics.

## Història
El molí de la Conqueta és segurament contemporani a la fundació de la sagrera altmedieval. Documentada per primera vegada al segle xii, aquesta construcció apareix ja a l'any 1285 com a propietat del senyor Guillem Galceran de Cartellà. Inicialment era un petit molí fariner que funcionava gràcies a la força hidràulica: l'aigua provenia d'una petita resclosa ("La Conqueta") que, canalitzada, abastia uns safaretjos i entrava a la bassa situada a l'interior del molí, sota la sala de moles. L'any 1533, en temps de paraires, s'hi va instal·lar una mola drapera, tot i que posteriorment el molí va tornar al seu ús original. Al 1649 es tornen a tenir notícies del molí, moment en què la vila de Sant Feliu creix considerablement. Als anys 60 és finalment clausurat.

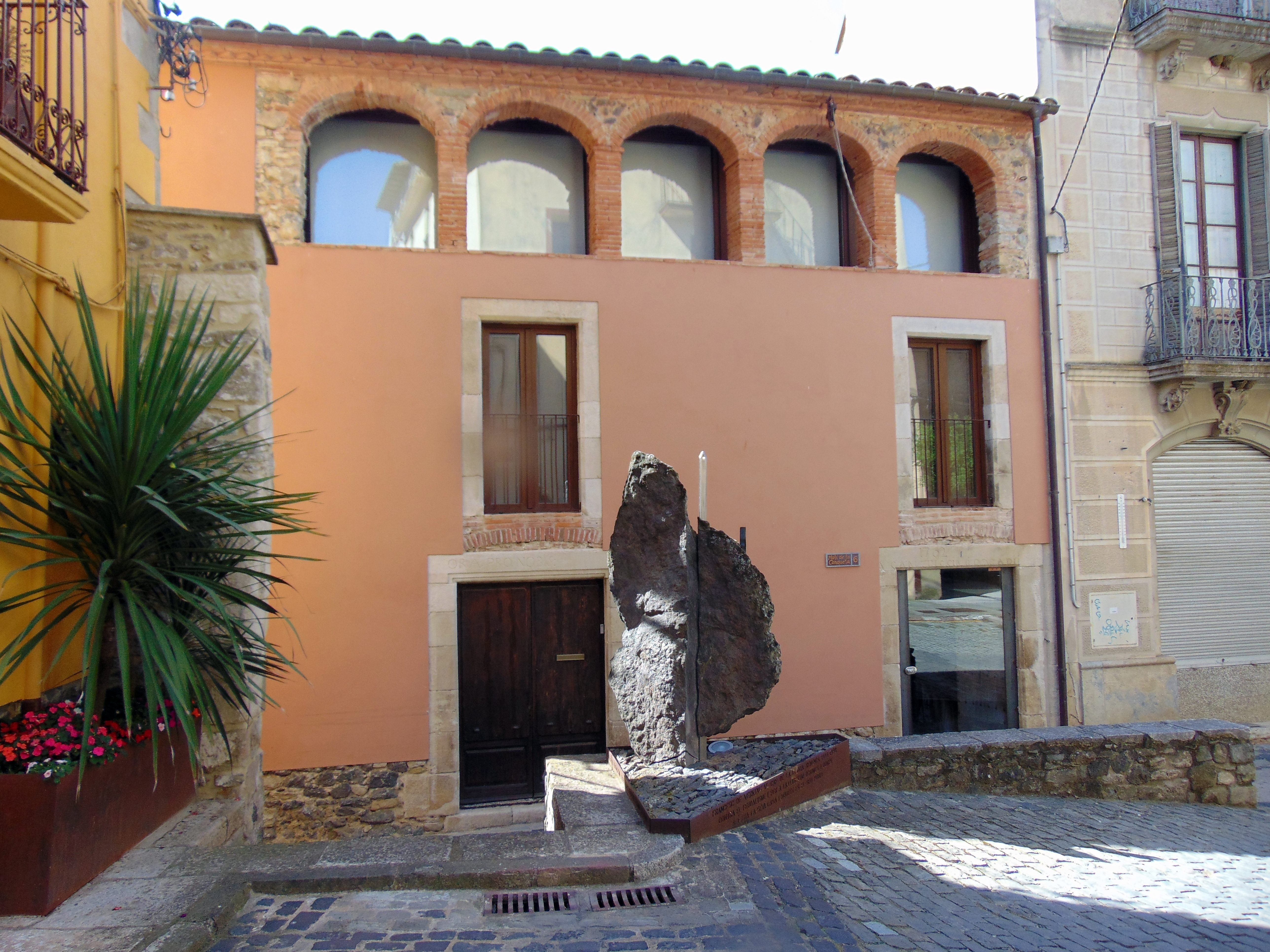